# Villarmentero de Campos
Villarmentero de Campos és un municipi de la província de Palència a la comunitat autònoma de Castella i Lleó, situat a mig camí entre Frómista i Carrión de los Condes.

## Demografia
| 1991 | 1996 | 2001 | 2004 |
| ---- | ---- | ---- | ---- |
| 23   | 19   | 15   | 16   |